# Liparetrus periosus
Liparetrus periosus är en skalbaggsart som beskrevs av Britton 1980. Liparetrus periosus ingår i släktet Liparetrus och familjen Melolonthidae. Inga underarter finns listade i Catalogue of Life.